# Parafia św. Hioba w Brukseli
Parafia św. Hioba – parafia prawosławna w Brukseli, w eparchii brytyjskiej i zachodnioeuropejskiej; jedna z dwóch placówek duszpasterskich Rosyjskiego Kościoła Prawosławnego poza granicami Rosji na terytorium Belgii. 
Parafia powstała w 1938 z inicjatywy białych emigrantów rosyjskich osiadłych na stałe w Belgii. Od początku swojego istnienia jest ważnym ośrodkiem kultu nowomęczenników rosyjskich z carem Mikołajem II i jego rodziną na czele. 
Językiem liturgicznym parafii jest cerkiewnosłowiański. 